# Димитър Михайлов (свещеник)
Вижте пояснителната страница за други личности с името Димитър Михайлов.
Димитър Михайлов (изписване до 1945 година: Димитъръ Михайловъ) е български духовник от Българското възраждане в Южна Македония.

## Биография
Димитър Михайлов е роден през 1833 година в град Воден, тогава в Османската империя. Става свещеник през 1860 година, като служи в родния си град. Поп Димитър Михайлов е виден деец на българското църковно движение и е първият свещник във Воден, отказал се от Цариградската патриаршия в полза на самостоятелна българска църква. Служи до 1870 година.